# Фу Мінся
Фу Мінся  (кит.: 伏 明霞, 16 серпня 1978) — китайська стрибунка у воду, олімпійська чемпіонка.

## Виступи на Олімпіадах
| Олімпіада      | Дисципліна                           | Місце |
| -------------- | ------------------------------------ | ----- |
| Барселона 1992 | вишка                                | 1     |
| Атланта 1996   | трамплін                             | 1     |
| Атланта 1996   | вишка                                | 1     |
| Сідней 2000    | трамплін                             | 1     |
| Сідней 2000    | синхронні стрибки з вишки з трамліна | 2     |